# Baukogel
Baukogel är en bergstopp i Österrike.   Den ligger i distriktet Zell am See och förbundslandet Salzburg, i den centrala delen av landet, 280 kilometer väster om huvudstaden Wien. Toppen på Baukogel är 2 224 meter över havet, eller 275 meter över den omgivande terrängen. Bredden vid basen är 4,6 km.
Terrängen runt Baukogel är huvudsakligen bergig. Närmaste större samhälle är Bruck an der Großglocknerstraße, 10,4 kilometer väster om Baukogel. 
I omgivningarna runt Baukogel växer i huvudsak blandskog. Runt Baukogel är det ganska glesbefolkat, med 34 invånare per kvadratkilometer.